# Zygmunt Tkocz
Zygmunt Tkocz (ur. 1936) – polski socjolog i ekonomista emigracyjny. 

## Życiorys
Absolwent ekonomii w Wyższej Szkole Ekonomicznej w Katowicach. W 1967 uzyskał doktorat z socjologii na Uniwersytecie Warszawskim. Od 1970 roku na emigracji. Od 1971 profesor socjologii na Uniwersytecie w Odense, od 1982 dyrektor Instytutu Ekonomii i Socjologii tamże.

## Wybrane publikacje
- Koncepcje demokracji przemysłowej, 1969.
- Klassestruktur og sociale forandringer i Østeuropa, Odense: Odense Universitetsforlag 1975.
- Myśl społeczna i polityczna na emigracji, t. 1: Chrześcijańska myśl społeczna na emigracji, red. nauk. Feliks Gross,  red. nauk. tomu 1 Zygmunt Tkocz, Londyn - Lublin: "Odnowa" - "Norbertinum" 1991.
- Wybór pism emigracji politycznej Niepodległej PPS (WRN) 1940-1970 [T. Podgórski, Adam Ciołkosz, Adam Pragier, T. Arciszewski, F. Gross], red. nauk. Zygmunt Tkocz, Teofil Roll, Londyn: "Odnowa" - Lublin: "Norbertinum" 1994.
- The problems of the social structure in Eastern Europe: two cases - Poland and Russia, Esbjerg: Sydjysk Universitetforlag 1998.